# Nová Ves (Pohořelice)
Nová Ves (německy Mariahilf) je vesnice, část města Pohořelice v okrese Brno-venkov v Jihomoravském kraji. Nachází se asi 5 km na jih od Pohořelic, v Dyjsko-svrateckém úvalu. Kolem vsi prochází silnice I/52. Žije zde 351 obyvatel. Roku 2009 zde bylo evidováno 123 adres.
Nová Ves leží v katastrálním území Nová Ves u Pohořelic o rozloze 7,60 km².

## Název
Na místě dnešní Nové Vsi stála ve středověku vesnice Lenovice (její počáteční jméno zřejmě bylo Lúnovice), která zanikla ve druhé polovině 15. století. Osídlení bylo v místě obnoveno až roku 1701 a vesnice dostala v češtině jméno podle nového založení. Německé jméno Mariahilf pochází buď od toho, že na některém z prvních domů visel obraz Panny Marie Pomocné, nebo že byla ves založena u kaple takového zasvěcení.

## Historie
První písemná zmínka o vsi je z roku 1701. Součástí Pohořelic je Nová Ves od roku 1976.

## Obyvatelstvo
| Rok            | 1869 | 1880 | 1890 | 1900 | 1910 | 1921 | 1930 | 1950 | 1961 | 1970 | 1980 | 1991 | 2001 | 2011 | 2021 |
| -------------- | ---- | ---- | ---- | ---- | ---- | ---- | ---- | ---- | ---- | ---- | ---- | ---- | ---- | ---- | ---- |
| Počet obyvatel | 474  | 544  | 566  | 554  | 535  | 528  | 545  | 269  | 312  | 308  | 298  | 342  | 326  | 332  | 351  |
| Počet domů     | 56   | 77   | 85   | 91   | 96   | 103  | 111  | 81   | 76   | 78   | 77   | 96   | 108  | 120  | 127  |

Vývoj počtu obyvatel

## Pamětihodnosti
- kaple Panny Marie Pomocné – pozdně barokní kaple z roku 1839
- pozdně barokní socha svatého Jana Nepomuckého z poloviny 18. století